# Romano Banco
Romano Banco (Roman Banch in dialetto milanese, AFI: [ruˈmãː ˈbãːk]) era un piccolo centro rurale del territorio milanese, successivamente inglobato nell'area urbana di Buccinasco, di cui costituisce praticamente il corpo edilizio principale, nonché la sede della storica parrocchia.
Fu comune autonomo fino al 1841.

## Storia
Nel 1771 il Comune di Romano Banco contava 177 anime. Dopo un periodo di spopolamento, nel 1805 aveva solo 131 abitanti. Nel 1809 il governo decise di annettergli Rovido, ma nel 1811 lo soppresse aggregandolo a Corsico. Gli austriaci restaurarono il comune nel 1815, ma lo cancellarono definitivamente nel 1841 unendolo a Buccinasco con cui condivideva la parrocchia.

## Monumenti e luoghi d'interesse

### Architetture religiose
La Chiesa di San Gervasio e Protasio è sede di una parrocchia pluri-centenaria.